# 凱旋駅 (平壌市)
凱旋駅（ケソンえき、朝鮮語：개선역）は、朝鮮民主主義人民共和国（北朝鮮）平壌直轄市にある、平壌地下鉄千里馬線の駅である。

## 歴史
1973年9月6日、千里馬線の烽火駅-赤い星駅間の開通に伴い開業した。
2019年1月から始まった平壌地下鉄各駅の改修工事では、最初に工事が着手され、5月1日に完了した。

## 駅構造

### 駅舎
地下駅であるが、地上の出入口に2階建ての地上駅舎がある。改装後は、駅舎に電光掲示板が取り付けられた。

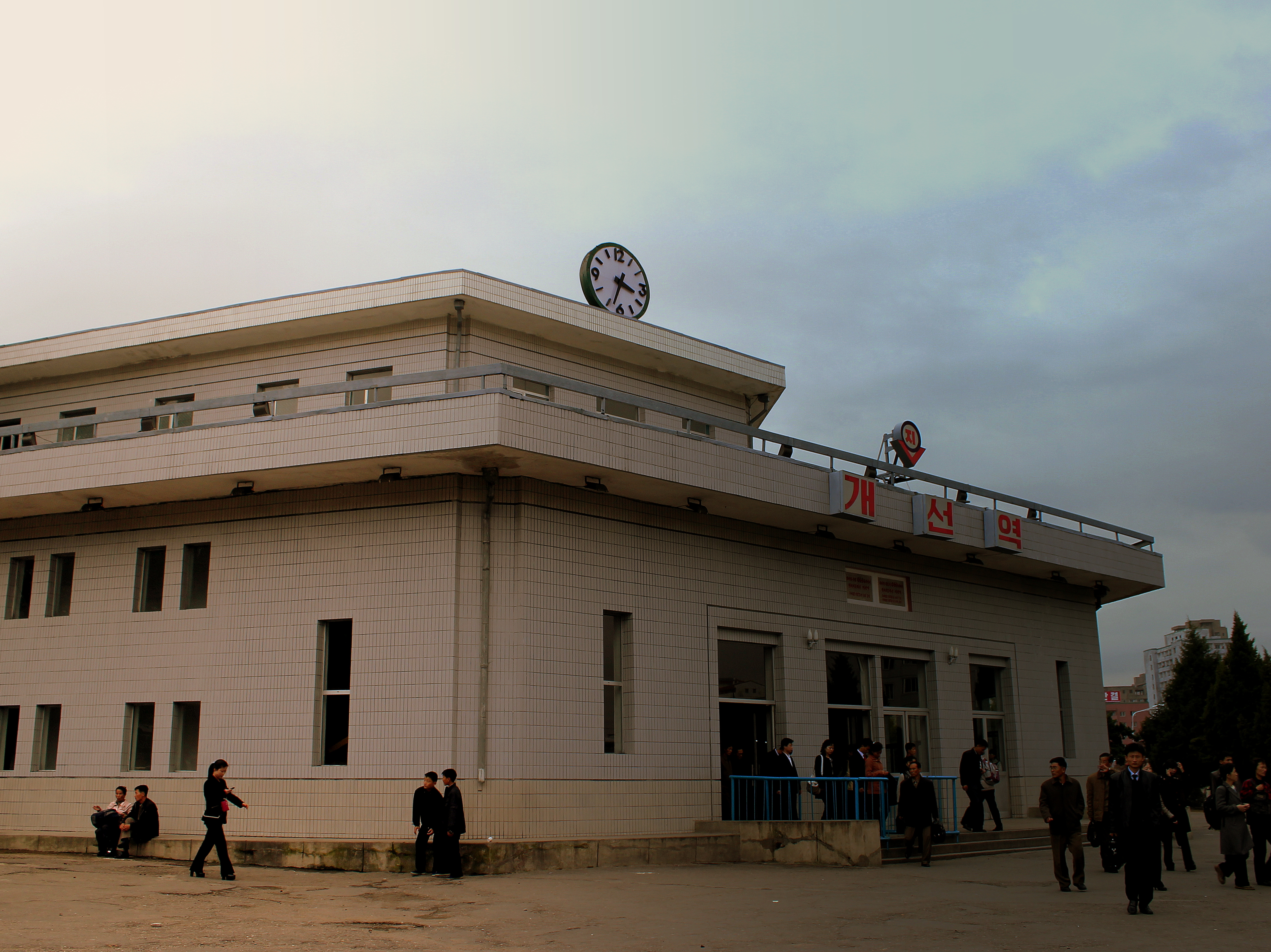
改装前の駅舎

### ホーム
地下100mにある島式ホーム1面2線の地下駅である。プラットホームの端には、巨大な金日成の凱旋像が設置されており、改修後も残された。改修後はプラットホームの照明が明るくなったほか、ホームやエスカレーターに案内表示のプラズマディスプレイが備え付けられた。また、ホームの案内表示も電光掲示板となっている。
駅の構内には、書籍や玩具の売店がある。

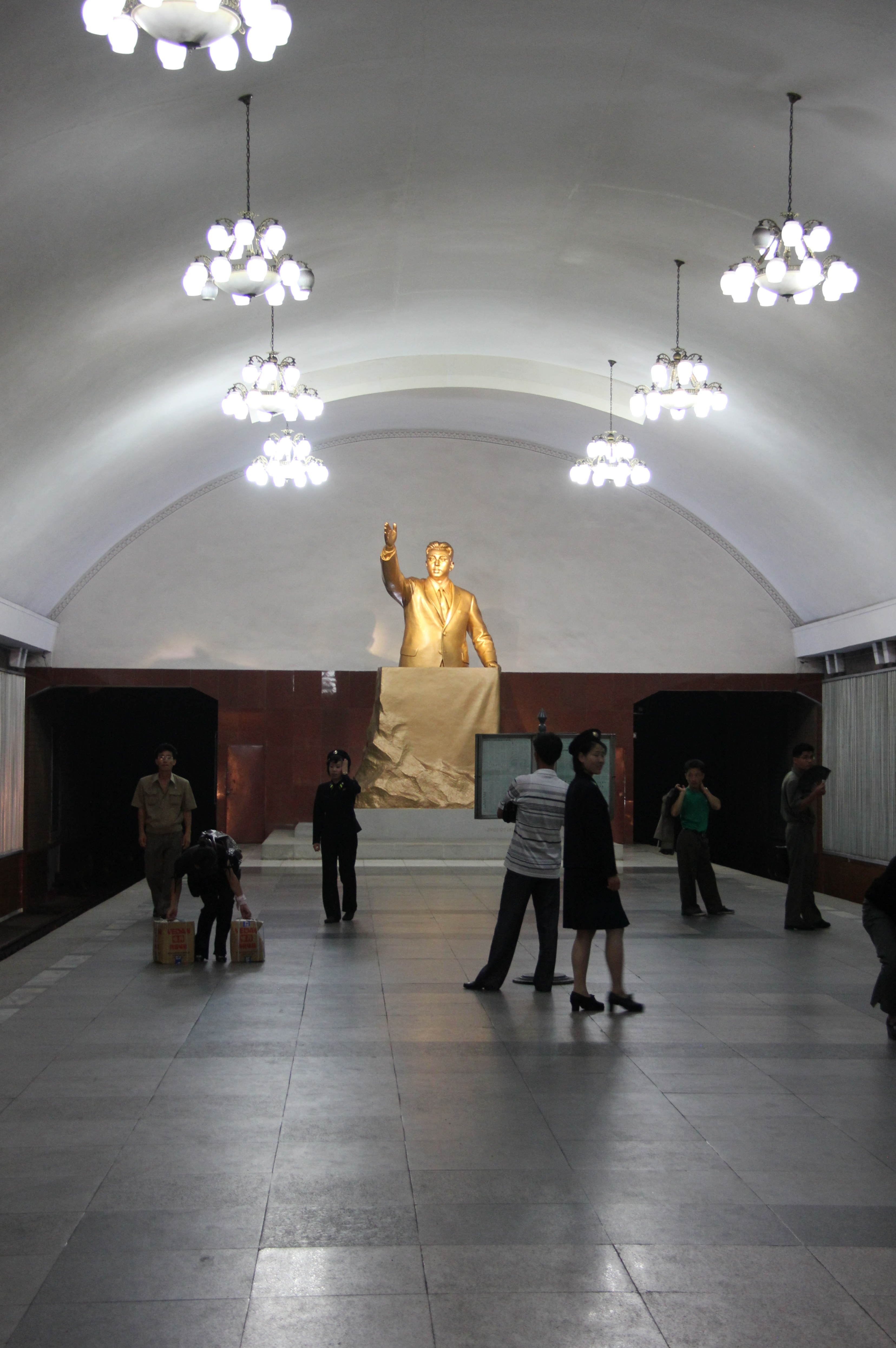
ホームの端にある金日成の凱旋像。手前には『労働新聞』のスタンドがある
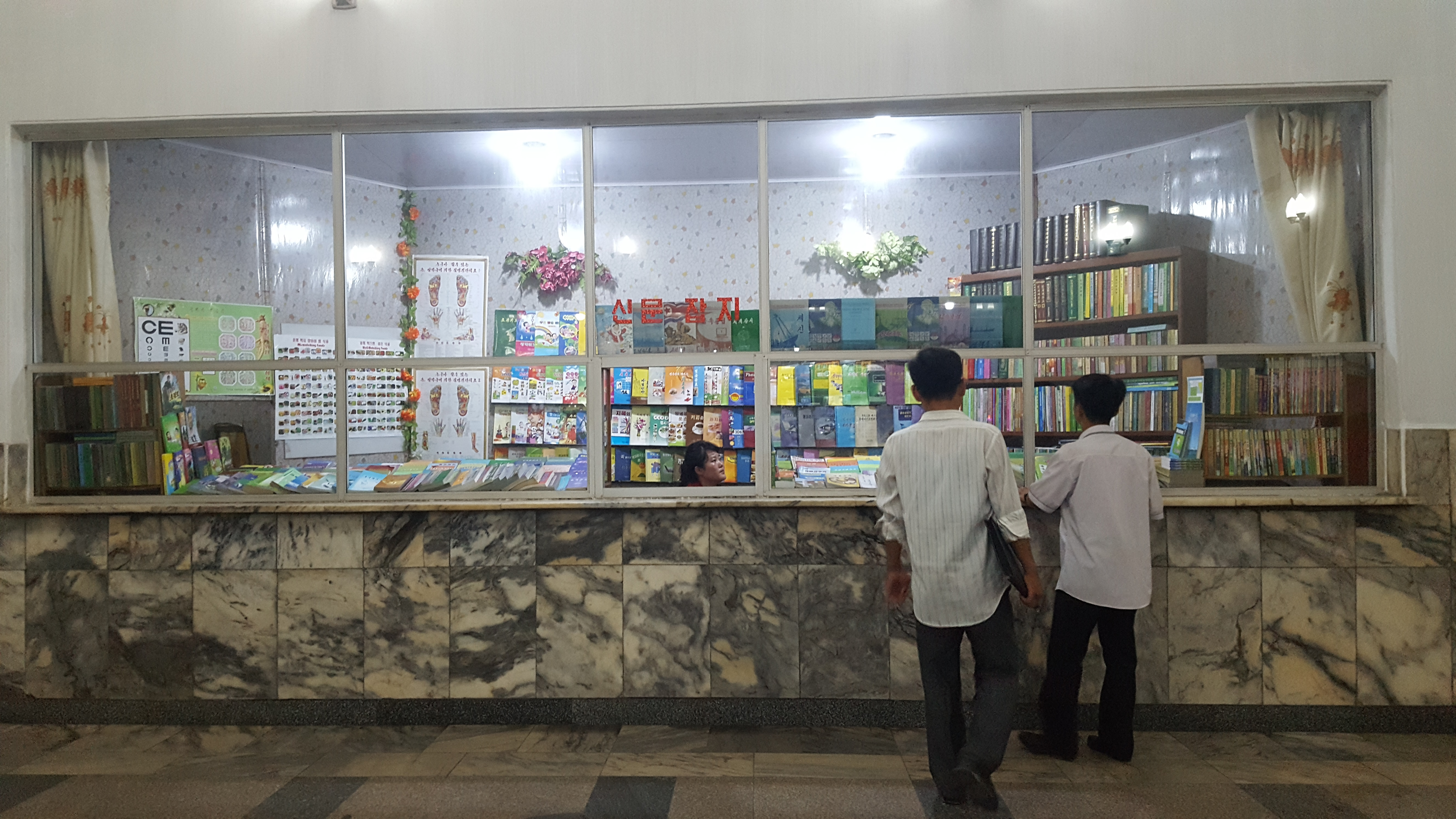
駅構内の書店
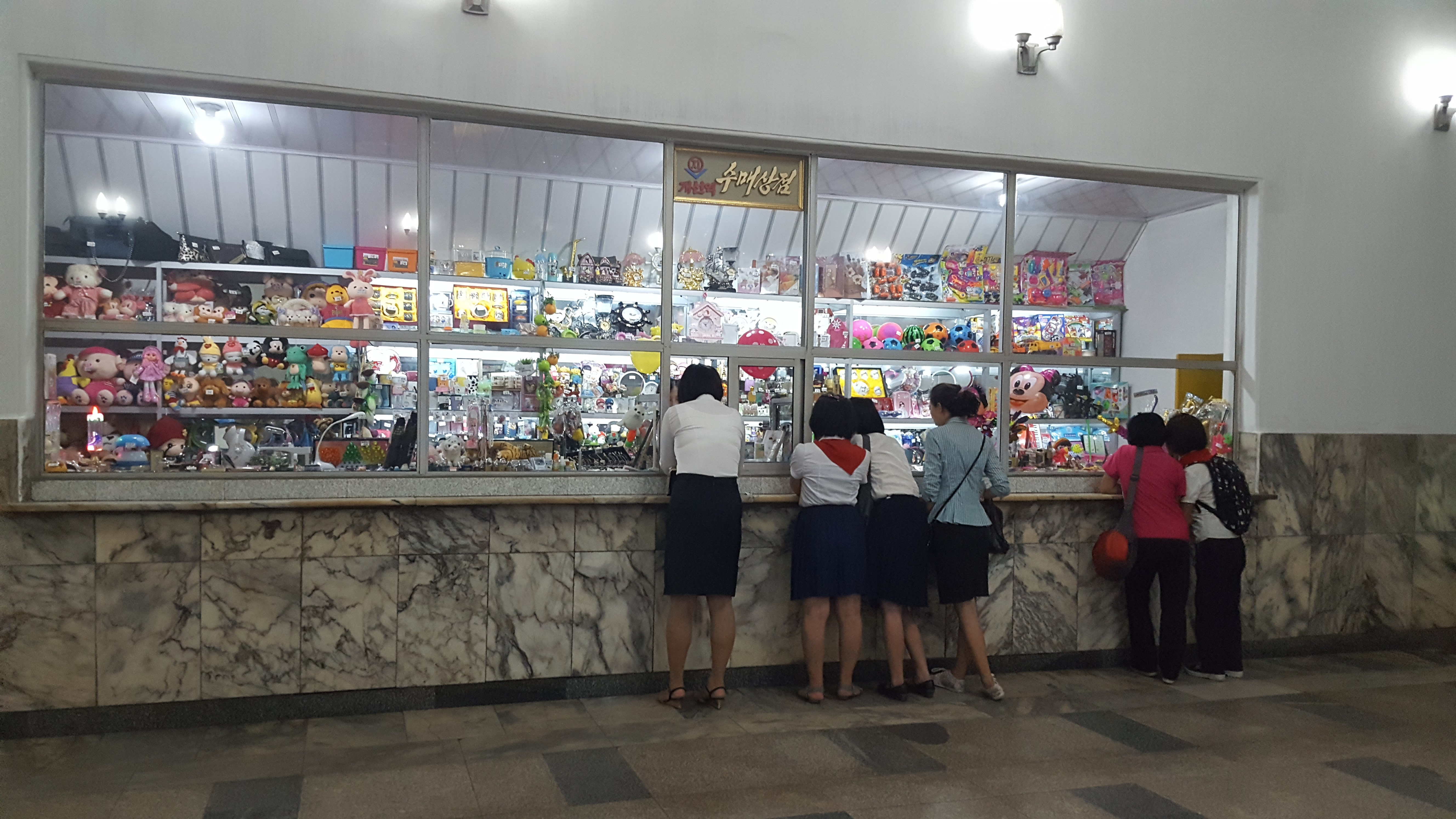
駅構内の玩具店。ミッキーマウスやくまのプーさんのぬいぐるみ、ミニーマウスの風船も見える
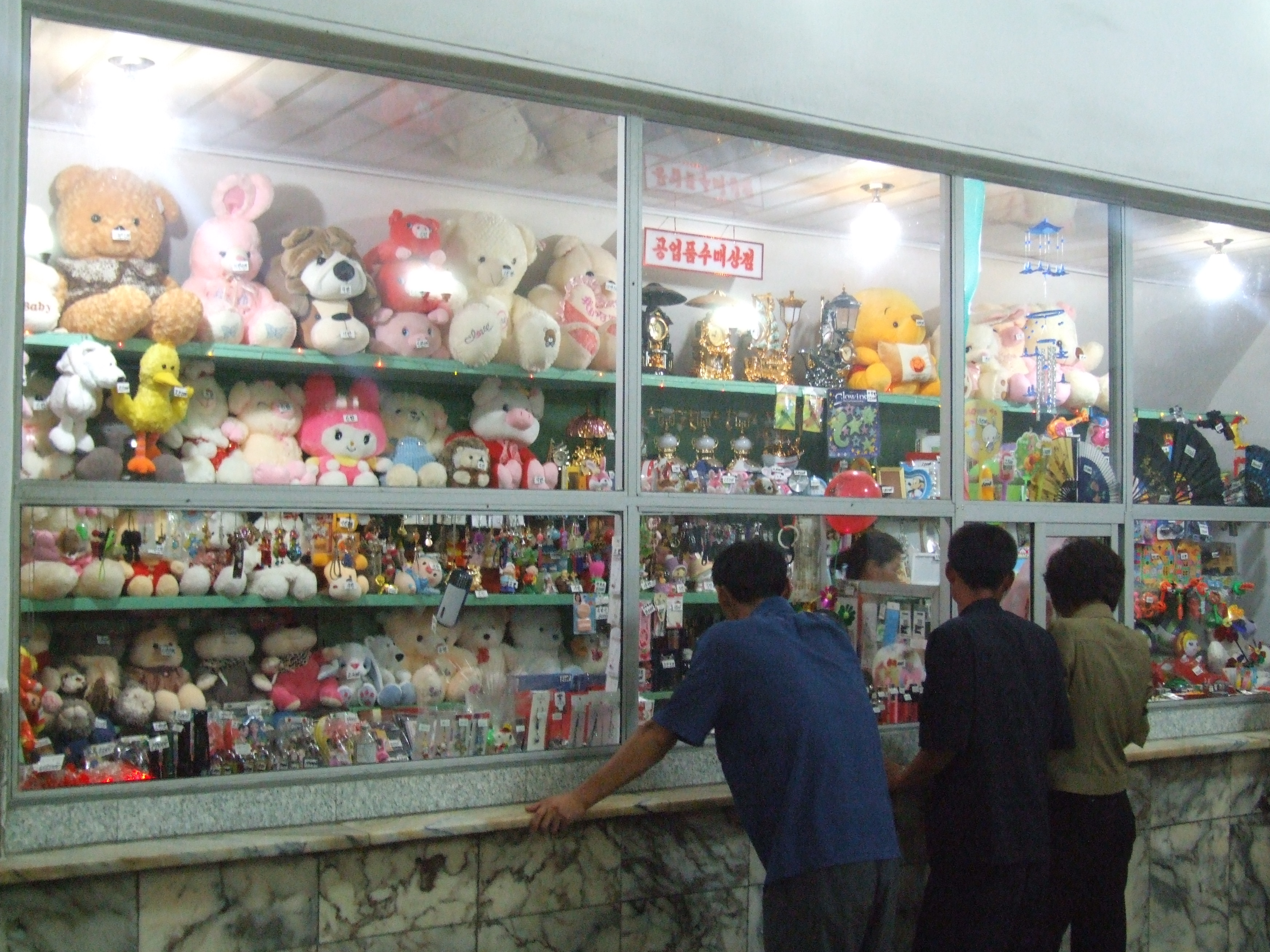
「工業製品販売店」と書かれた売店。くまのプーさんやマイメロディ、ビッグバードに似たものを含むぬいぐるみや扇子、キーホルダーが陳列されている。

## 駅周辺
平壌の象徴の一つ、牡丹峰の丘のそばにあり、駅東側にはその公園地区が広がる。牡丹峰南側には、統一駅がある。フランス、パリのエトワール凱旋門より高い凱旋門付近のほぼ真下に位置する。
- 凱旋門
- 牡丹峰公園、平壌城跡
  - 凱旋青年公園
    - 金日成競技場
    - テレビ塔

  - 牡丹峰青年公園
  - 牡丹峰（標高95m）
  - 牡丹閣（レストラン）
- 平壌市第一病院
- 解放映画館
- 西平壌百貨店 - 七星門通り
- 烽火山ホテル - 牡丹峰通り
- 牡丹峰ホテル - 牡丹峰通り
- 牡丹峰巧芸劇場（朝鮮人民軍サーカス劇場） - 牡丹峰通り
- 牡丹峰第一女子高等中学校
- 金正淑託児所

## 隣の駅
平壌地下鉄
千里馬線
牡丹峰駅 - 凱旋駅 - 戦友駅